# Slide Hampton

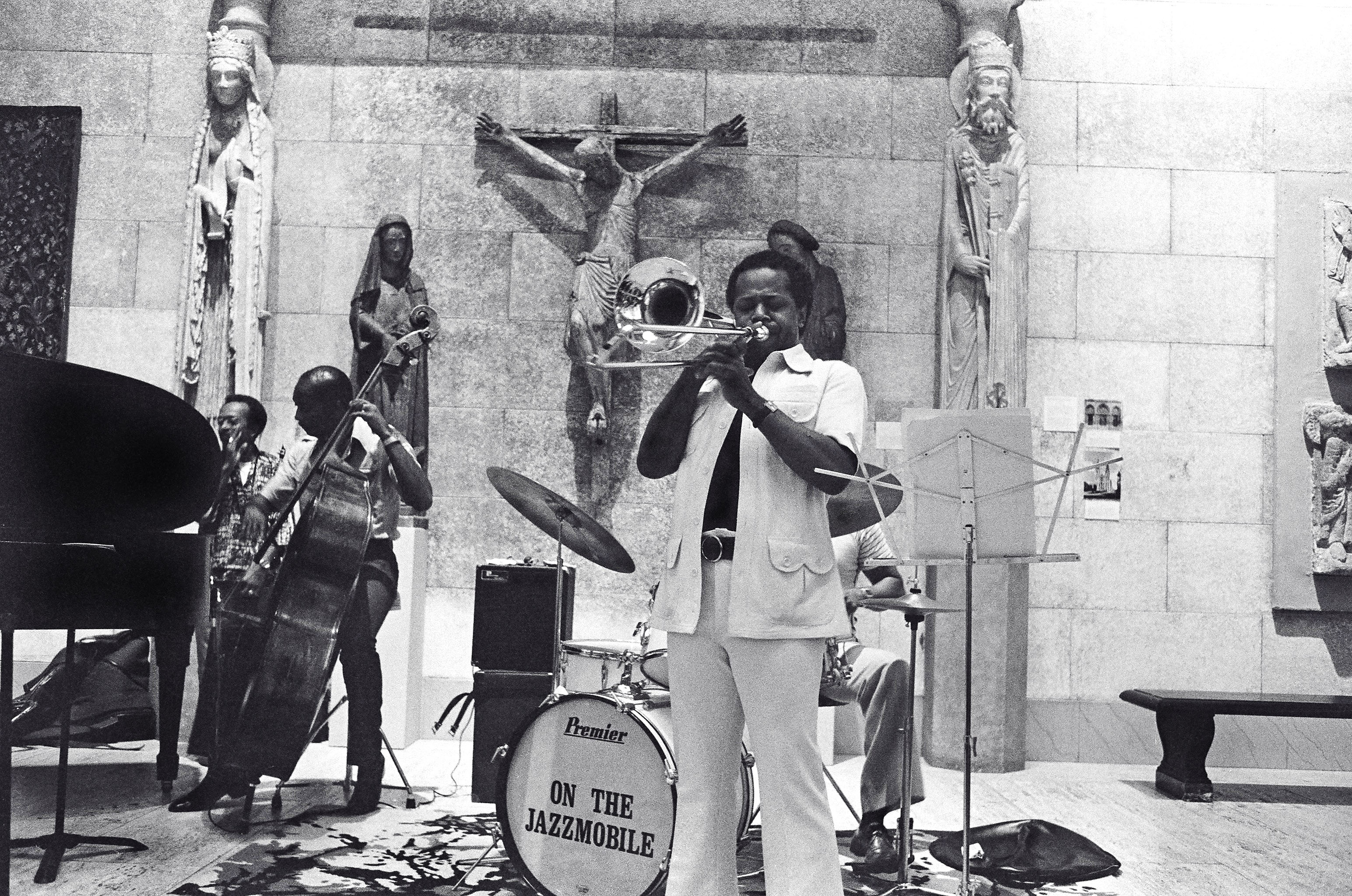
Koncert zespołu organizacji Jazzmobile w Nowym Jorku: Slide Hampton – puzon, Sam Jones – kontrabas i Jimmy Heath – saksofon, 1978

Locksley Wellington Hampton, ps. „Slide” (ur. 21 kwietnia 1932 w Jeannette, zm. 18 listopada 2021 w Orange w stanie New Jersey) – afroamerykański muzyk jazzowy, puzonista, kompozytor, aranżer oraz nauczyciel akademicki. Laureat NEA Jazz Masters Award 2005.

## Życiorys
Był synem Clarke’a Deacona – saksofonisty i perkusisty, oraz Laury z d. Buford – pianistki, którzy wychowali dwanaścioro dzieci i wszystkie – ośmiu synów i cztery córki – nauczyli grać na instrumentach muzycznych. Założyli z nimi zespół rodzinny. W późniejszym czasie jego siostry jako kwartet The Hampton Sisters stały się znane w całym kraju. W 1938 rodzina zamieszkała w Indianapolis. W rodzinnej orkiestrze grał na puzonie suwakowym (slide trombone) i stąd wziął się jego przydomek. W dzieciństwie – mimo że był praworęczny – dostał instrument dla muzyka leworęcznego, ale że nikt nie zapytał czy mu pasuje, on sam zaś nie zaprotestował, został puzonistą leworęcznym. W wieku dwunastu lat występował w Indianapolis i na Środkowym Zachodzie w rodzinnej The Hampton Band.
Był absolwentem Crispus Attucks High School, którą wcześniej ukończył wirtuoz puzonu J.J. Johnson. W 1952 Hamptonowie po raz pierwszy wystąpili w nowojorskiej Carnegie Hall, poprzedzając koncert big-bandu Lionela Hamptona, z którym, mimo zbieżności nazwisk, nie byli spokrewnieni. Grali także w Apollo Theater i Savoy Ballroom. Wtedy postanowił na stałe zamieszkać w Nowym Jorku. Później w różnym okresie odbywały się w jego domu w Brooklynie jam sessions, w których uczestniczyli m.in. trębacz Freddie Hubbard oraz saksofoniści John Coltrane, Wayne Shorter i Eric Dolphy.
Od 1955 do 1956 grał w rhythmandbluesowej formacji pianisty Buddy’ego Johnsona. W latach 1957–1959 pracował w orkiestrze trębacza Maynarda Fergusona. Skomponował dla niej popularne utwory: The Fugue, Three Little Foxes i Slide’s Derangement, oraz oryginalnie zaaranżował: Frame for the Blues, Go East Young Man, Newport, Sometimes I Feel Lika a Motherless Child, Ole i ’Round Midnight. W 1959 wziął udział w nagraniu słynnej, puzonowej płyty Melby Lison, pt. Melba Liston and Her ’Bones. Im jego nazwisko stawało się bardziej cenione, tym lepsze otrzymywał angaże. Z jego talentu instrumentalnego i aranżerskiego korzystały takie sławy jazzu, jak Dizzy Gillespie, Max Roach, Art Blakey, Thad Jones i Mel Lewis (The Vanguard Jazz Orchestra). W 1962 założył The Slide Hampton Octet, w którym występowali cenieni muzycy, grający na instrumentach dętych: Freddie Hubbard, Booker Little i George Coleman. Zespół w różnych składach dużo koncertował w Stanach Zjednoczonych i Europie, oraz sporadycznie nagrywał płyty. Oprócz jazzu, którego popularność malała, zajmował się także odmiennymi gatunkami. M.in. pełnił funkcję kierownika muzycznego w wytwórni Motown Records, współpracując z wokalistami – Stevie’em Wonderem i grupą The Four Tops.
W 1968 po zakończeniu tournée z zespołem klarnecisty Woody’ego Hermana, przeniósł się do Europy, gdzie jazz miał się dobrze. Współpracował wówczas m.in. z mieszkającymi tam znanymi muzykami amerykańskimi: trębaczami Bennym Baileyem i Artem Farmeren, perkusistą Kennym Clarkiem, pianistą Kennym Drew, oraz saksofonistami Dexterem Gordonem i Johnnym Griffinem.
W 1977 powrócił do rodzinnego kraju i podjął prace nauczyciela akademickiego. Prowadził kursy muzyczne (master classes) dla zaawansowanych na takich uczelniach jak Uniwersytet Harvarda (otrzymał tam stanowisko artysty rezydenta), University of Massachusetts Amherst, DePaul University oraz Indiana University Bloomington. Równocześnie prowadził sformowany przez siebie zespół The World of Trombones, którego skład instrumentalny tworzyło dziewięć puzonów i sekcja rytmiczna. Razem z saksofonistą Jimmym Heathem kierował także kwintetem Continuum, grającym muzykę Tadda Damerona. W 1989 wspólnie z Paquito D'Riverą był dyrektorem muzycznym „Brylantowego jubileuszu Dizzy’ego”, całorocznej serii uroczystości upamiętniających 75. rocznicę urodzin wielkiego trębacza. W 2009 przedstawił cztery nowe kompozycje pod wspólnym tytułem: A Tribute to African-American Greatness. Swoimi utworami uczcił takie postacie, jak bojownik z apartheidem i prezydent RPA Nelson Mandela, osobowość telewizyjna i aktorka Oprah Winfrey, golfista Tiger Woods, tenisistki Venus i Serena Williams, oraz prezydent USA Barack Obama. Kompozycje  zostały opatrzone tekstami napisanymi przez niego oraz jego menadżera.
Za swoje dokonania, m.in. niezliczoną liczbę występów w różnej roli z najwybitniejszymi muzykami jazzowymi, został uhonorowany wieloma wyróżnieniami, w tym dwoma nagrodami Grammy oraz pięcioma nominacjami.
W ostatnich latach życia mieszkał w miejscowości Orange. Zmarł w swoim domu. Miał 89 lat.

## Wybrana dyskografia

### Jako lider lub współlider
- 1960 Sister Salvation – Slide Hampton Octet (Atlantic)
- 1961 Somethin’ Sanctified – The Slide Hampton Octet (Atlantic)
- 1962
  - Jazz with a Twist (Atlantic)
  - Explosion! The Sound of Slide Hampton (Atlantic)
- 1964
  - Exodus (Philips)
  - Drum Suite (Epic))
- 1969 A Day in Copenhagen – Dexter Gordon & Slide Hampton
- 1979 World of Trombones (West 54)

### Jakosideman
Z Natem Adderleyem
- 1959 Much Brass (Riverside)

Z Artem Farmerem
- 1995 The Meaning of Art (Arabesque)

Z Maynardem Fergusonem
- 1958
  - A Message from Newport (Roulette)
  - Swingin’ My Way Through College (Roulette)
- 1959 Maynard Ferguson Plays Jazz for Dancing (Roulette)
- 1960
  - Newport Suite (Roulette) – aranżer
  - Let’s Face the Music and Dance (Roulette)
- 1968 Ridin’ High (Enterprise)

Z Dizzym Gillespiem
- 1990 Live at the Royal Festival Hall (Enja Records)

Z Dexterem Gordonem
- 1977 Sophisticated Giant (Columbia)

Zestawienie wg dat wydania płyt

## Nagrody i wyróżnienia
- 1997 Nagroda Grammy w kategorii Best Instrumental Arrangement Accompanying Vocal(s) za utwór Cotton Tail (Dee Dee Bridgewater – wokalistka)[7]
- 1998 Wprowadzenie do Jazzowego Panteonu Sław Indianapolis (The Indianapolis Jazz Hall of Fame)[8]
- 2004 Nagroda Grammy w kategorii Best Instrumental Arrangement za album The Way – The Music of Slide Hampton nagrany przez The Vanguard Jazz Orchestra[9]
- 2005 NEA Jazz Masters Award